# Магнето (Marvel Comics)
Магнето (англ. Magneto) (інакше Магніто або Магніт) — вигаданий персонаж з коміксів американського видавництва Marvel Comics. В основному він асоціюється з групою супергероїв Люди Ікс у ролі як їх союзника, так і супротивника. Уперше з'явився в коміксі X-Men# 1 (вересень 1963), створеному сценаристом Стеном Лі та художником Джеком Кірбі.

## Історія в коміксах
Магнето вважається одним з наймогутніших мутантів у Всесвіті Марвел, який володіє силою контролювати магнетизм. Водночас він є одним з найбільш морально складних персонажів в американських коміксах. Магнето — єврей, який пережив Голокост і хоче захистити расу мутантів від подібної долі. Образ Магнето змінювався протягом багатьох років від суперлиходія до антигероя, і навіть героя. Найчастіше його зображають як войовничого персонажа, який вдається до терористичних актів, щоб, як йому здається, захистити мутантів від людства. Боротьба за права мутантів зробила його союзником Чарльза Ксавьє, який разом з вірними йому Людьми Ікс прагне до мирного співіснування з людьми.
Магнето є основним антагоністом Людей Ікс з моменту їх та його першої появи. Він створював кілька об'єднань, які протидіяли їм, наприклад Братство Мутантів і Служителів.
Магнето — батько супергероїв Ртуть, Червоної Відьми та Полярис.

## Історія за версієюUltimate
Після нападу варти на Дику Землю Магнето перепрограмує їх таким чином, щоб вони знищували людей і скеровує їх у Нью-Йорк . Пізніше був ніби то підірваний Чарльзом Ксав'єром . Надалі Магнето з'являвся ще багато разів і остаточно був убитий циклопом під час Ультиматуму. 

## Появи поза коміксами
Магнето з'являвся майже у всіх мультфільмах і комп'ютерних іграх про Людей Ікс, а також у перших трьох фільмах «Люди Ікс», у яких його роль виконав сер Іен Маккеллен. У фільмах «Люди Ікс: Перший Клас» та «Люди Ікс: Апокаліпсис» 
роль Магнето виконує Майкл Фассбендер.

### Фільми
Роль Магнето зіграв Іен Маккеллен у фільмі Люди Ікс і його продовженнях, X2 та Люди Ікс: Остання Битва. Його альтер-егом у коміксах є Ерік Леншер. Хоча в першому і третьому фільмах Магнето виступає головним лиходієм, у другій частині він допомагає Людям Ікс. У всіх цих фільмах, він хоче процвітання для мутантів (або, за словами Циклопа, переваги), але тільки для тих, хто буде в його підпорядкуванні. Магнето не боїться погроз або вбивства невинних і досить часто поводиться гордовито й зверхньо, наприклад дражнить Роуг, а також жертвує десятками своїх послідовників-мутантів у третьому фільмі, відправляючи їх боротися, поки сам перебував поза стежки битв. Протягом фільмів, Магнето не ладнає з Чарльзом Ксавьером, своїм старим другом, але визнає його здатним мутантом.
Його шолом містить захист, як від телепатичних здібностей Чарльза Ксавьера (як показано на малюнку в Люди Ікс), а також від ілюзій, яке створював Джейсон в X2. У цих фільмах Магнето колись допомагав Чарльзу побудувати Церебро, машина, призначена для посилення телепатії. Магнето дізнався достатньо, щоб захистити себе від неї. Про їх дружбу і розставанні розказано у фільмі "Люди Ікс: Перший Клас", де молодого Магнето грає Майкл Фассбендер.

#### Люди Ікс
На початку фільму, десятирічної дитини Магнето нацистські солдати відокремлювали від батьків і саме в цей момент починають виявлятися його здібності (металевий паркан викривляється і відкривається силою Еріка). В теперішньому часі Магнето будує високотехнологічну машину на живленні від своєї магнітної енергії в спробі мутувати світових лідерів. Машина виявляється потенційно смертельною, тому він викрадає Роуг, щоб використовувати її як джерело живлення. Пристрій Магнето буде змінювати молекулярну струкурами людей, тим самим вбиваючи їх (як показано на сенатора Роберта Келлі). Коли Джин та Шторм попереджають про загрозу машини, Магнето не вірить їм. Люди Ікс заважають його планам, і він виявляється замкнений в пластиковій в'язниці.

#### Люди Ікс 2
У другому фільмі він здійснює втечу з в'язниці за допомогою Містики (яка вводила суспензію частинок заліза в охоронця) і об'єднується на час з Людьми Ікс, щоб перешкодити планам Вільяма Страйкера вбити всіх мутантів. Страйкер захопив Ксавьє і будує свою власну версію Церебро на лужних озерах. Він використовує свого сина Джейсона, щоб Ксавьє вбив всіх мутантів. Магнето хоче зіпсувати цей план, але замість цього програмує Ксавьє, щоб він повбивав усіх людей, перш ніж покинути місце на вертольоті. Люди Ікс втручаються і запобігають вбивство людей.

#### Люди Ікс 3: Остання битва
У третьому фільмі Магнето знову головний лиходій. Він засновує Братство мутантів і стає його лідером. Він звільняє множника і Джаггернаут і бере в команду. В кінці він намагається вбити хлопчика, який може блокувати здібності інших мутантів своєю присутністю, і тому послужив джерелом "ліки від мутації". Але Логан і Звір спритно його обманюють, і він позбавляється здібностей. В кінці він сидить серед старих гросмейстерів і грає в сталеві шахи, при цьому йому вдається трохи зрушити одну фігуру, таким чином його сили почали повертатися.

#### Люди Ікс: Перший клас
Магнето тут ще молодий і дружить з Чарльзом Ксавьє. Протягом фільму вони сваряться через розбіжності, та Ерік залишає перших людей Ікс. Він знаходить свій перший антітелепатичний шолом, сильно схожий на набутий згодом.

## Критика та відгуки
- У 2009 році Магнето зайняв 1 місце в списку 100 Найбільших лиходіїв з коміксів за версією IGN. [4]